# Chaux-Neuve
Chaux-Neuve – miejscowość i gmina we Francji, w regionie Burgundia-Franche-Comté, w departamencie Doubs.
Według danych na rok 1990 gminę zamieszkiwało 191 osób, a gęstość zaludnienia wynosiła 7 osób/km² (wśród 1786 gmin Franche-Comté Chaux-Neuve plasuje się na 554. miejscu pod względem liczby ludności, natomiast pod względem powierzchni na miejscu 49.). W mieście znajduje się kompleks skoczni narciarskich La Côte Feuillée, na którym rozgrywane są międzynarodowe zawody w skokach narciarskich i kombinacji norweskiej organizowane przez FIS.